# Carraixet
El barranco del Carraixet es un curso de agua del norte de la provincia de Valencia, en la Comunidad Valenciana (España). Su nacimiento se sitúa en la localidad de Gátova y recoge aguas de la vertiente sur de la Sierra Calderona. Desemboca en el mar Mediterráneo, en la localidad de Alboraya. En su cabecera recibe también los nombres de barranco de Olocau o del Peralvillo. En el
Libro de los Hechos (en valenciano: Llibre dels feits) Jaime I lo denomina riu Sec ("río Seco") al tratar la batalla del Puig.

## Curso
El barranco del Carraixet nace en el término de Gátova, al oeste de la población. Recoge aguas de la vertiente sur de la sierra Calderona, concretamente de las fuentes de la Alameda y de Xarvilla. Pasa después por Marines, donde recibe por su margen izquierdo las aguas del barranco de Olla. El siguiente pueblo que atraviesa es Olocau, recibiendo algo después, por la izquierda el barranco de Pedralbilla, que viene de Portacoeli. Sigue después con dirección SE por el término de Bétera, alcanzando su cauce gran amplitud. Se le unen por la izquierda, en el mismo punto, los barrancos del Cirer y de Náquera. Cruza más adelante el término de Moncada y toca Alfara del Patriarca, sirviendo de límite entre términos municipales, función que ejerce ya casi hasta su desembocadura. Pasa así por Foyos y Vinalesa, donde recibe el barranco de Palmaret Alto. A partir de aquí, y ya encauzado, continúa hacia las pedanías valencianas de Benifaraig y Carpesa. Toca Bonrepós y Mirambell, tomando después dirección este. Pasa por Tabernes Blanques, población que está en la margen derecha. A esta altura se encuentra junto al cauce la ermita de la Virgen de los Desamparados, reconstruida y reformada en el mismo lugar que ocupó la edificada en 1447, junto al lugar donde se enterraba a los ajusticiados. La antigua carretera de Valencia a Barcelona cruza aquí el barranco, punto en que se encuentra también la Cruz Cubierta de Almácera, que queda a la izquierda. Entra después en el término de Alboraya. El cauce, generalmente seco hasta aquí, comienza a verse con agua, procedente de diversos ullals situados dentro del mismo cauce. El último tramo el barranco tiene su cauce totalmente ocupado por las aguas, siendo un coto de pesca. En su margen derecha, cerca de la desembocadura, hay otra ermita que conmemora el milagro de los peces.

### Encauzamiento
Su cauce, normalmente seco, puede ser destructor en época de fuertes lluvias debido al tamaño de su cuenca y a las pendientes fuertes de su curso. De las últimas riadas son especialmente destacables las de 1949 y 1957. Además, debido a su nulo caudal existe una gran cantidad de caminos de huerta entre diversas localidades de la comarca que lo cruzan a nivel lo que provoca que los vados sean impracticables y muy peligrosos cuando el barranco lleva agua procedente de su cuenca de recepción en la vertiente suroeste de la Sierra Calderona que recoge las aguas torrenciales durante las tormentas, por lo que puede originar inundaciones relámpago, como sucedió el 14 de octubre de 1957, cuando su caudal superó los 1300 m³ por segundo, caudal que se unió al desbordamiento del río Turia por su margen izquierda, con lo que el caudal de ambos ríos llegó a más de 5.000 m³ por segundo.

## Afluentes
- Barranco de la Olla.
- Barranco de Pedralbilla.[5]
- Barranco del Cirer (nace en la sierra Calderona).[6]

## Vía verde

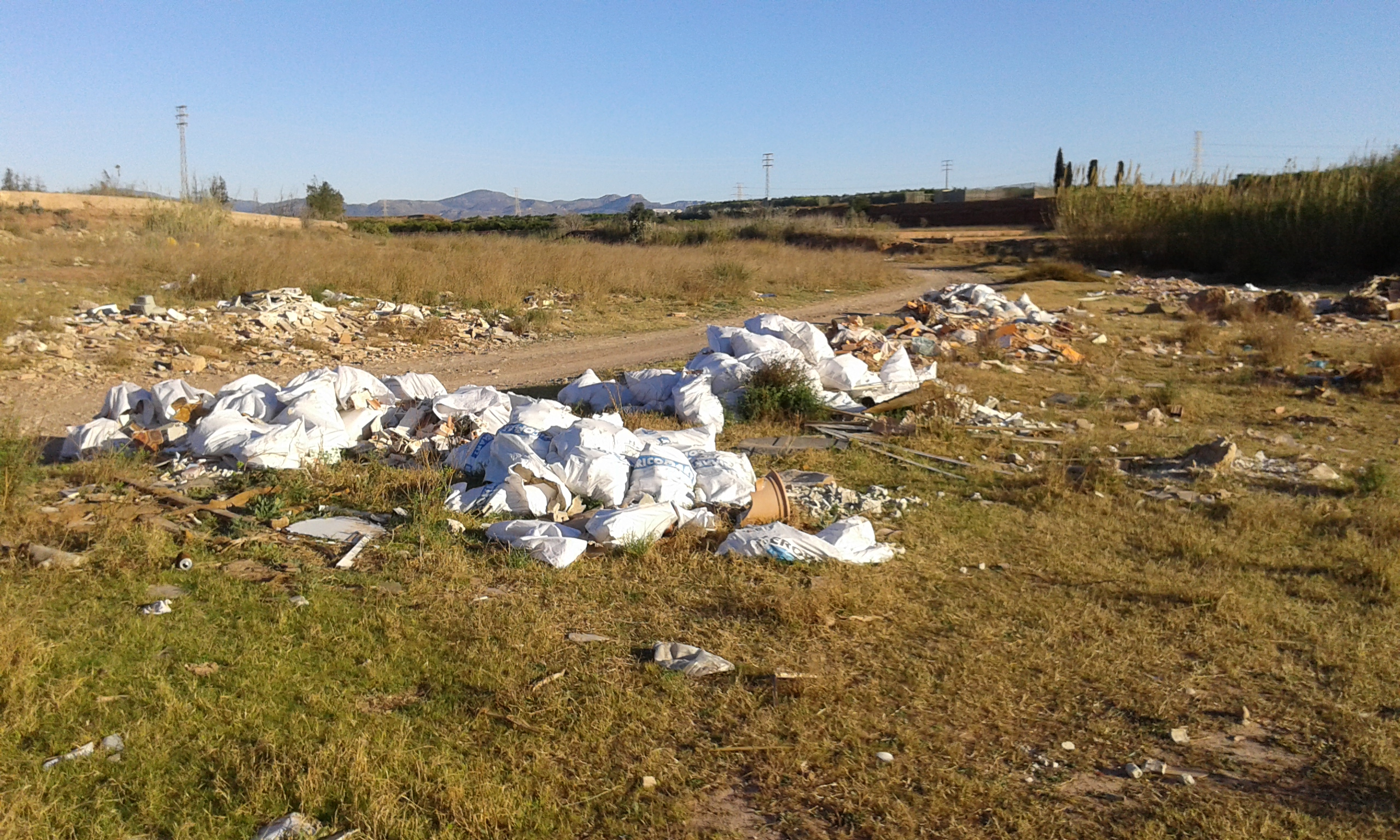

En el mes de septiembre de 2015 representantes de los colectivos de Compromís de los márgenes del Carraixet se reunieron en el paraje Pont Sec para defender el barranco como un espacio natural, poner en valor sus valores paisajísticos, biológicos y patrimoniales y a denunciar las agresiones que padece. El diputado de Compromís Joan Baldoví presentó una enmienda a los presupuestos  generales del Estado reclamando una inversión para adecuar los márgenes del barranco como vía verde con sombras, zonas accesibles e indicaciones turísticas y zonas de descanso.

## Pont Sec
39°33′42.75″N 0°23′13.95″O / 39.5618750, -0.3872083

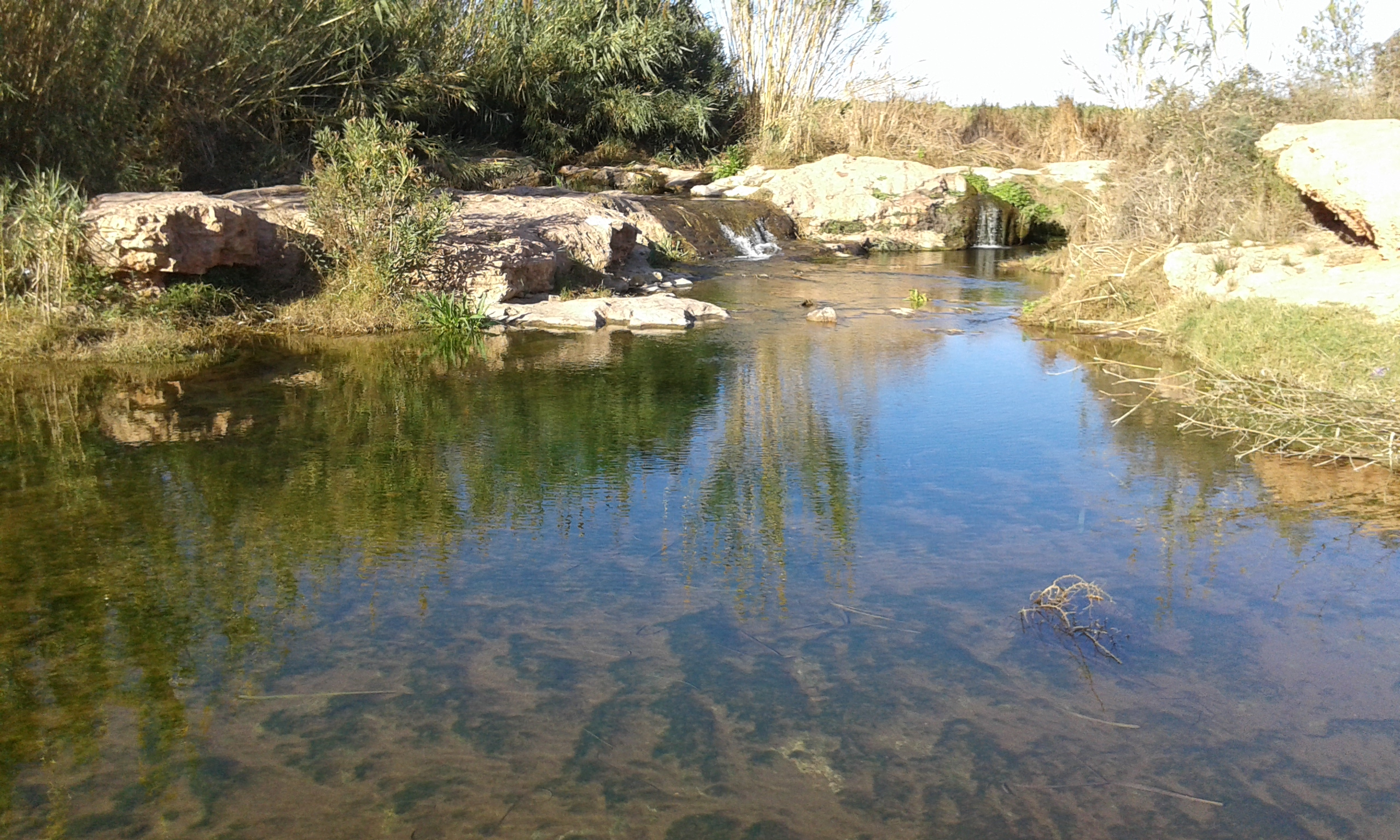

En el término municipal de Moncada, el barranco es una vía pecuaria y se ha degradado muchísimo en los últimos años, con vertederos de basura, transformaciones agrícolas incontroladas, etc. haciendo que el ecosistema palustre haya desaparecido casi completamente. Entre el Pont Sec y el Racó de Casans (Seminario Metropolitano), entre los términos municipales de Moncada y Foyos, existe la surgencia de la acequia de Bofilla, que proporciona agua para mantener una zona húmeda en medio del barranco, normalmente seco, humedad que facilita que las aves aniden en la primavera, pudiéndose ver entre las matas de enea ánad real, pollas de agua, etc. También son numerosas las especies vegetales que se pueden ver.

### Voluntariado ambiental
Desde el año 2013 los voluntarios del Proyecto Emys de Acció Ecologista-Agró han protagonizado el seguimiento de la población de tortugas de agua ibéricas que sobrevive en el Pont Sec, con la instalación de nasas de red y la realización del censo de la población de Mauremys leprosa. 
El año 2015, 24 voluntarios participaron en esta iniciativa de ciencia ciudadana con la colaboración de la Colla Ecologista de Massarrojos, el Col·lectiu Cultural Bòbila de Alfara del Patriarca y la Asociació Cultural Macarella de Bonrepós y Mirambell, localizándose en el Pont Sec cinco tortugas de agua ibéricas, tres capturadas y censadas ya en ediciones anteriores y dos individuos nuevos censados por primera vez. También se retiró un ejemplar de tortuga de florida, una especie exótica e invasora que amenaza la conservación de las tortugas autóctonas.

## Naquera
- Gátova
- Marines
- Olocau
- Bétera
- Moncada
- Alfara del Patriarca
- Foios
- Vinalesa
- Bonrepós y Mirambell
- Tabernes Blanques
- Almácera
- Alboraya